# 윤기견
윤기견(尹起畎, ? ~ ?)은 조선 시대의 문신이자 외척으로, 조선 제9대 임금 성종의 계비 폐비 윤씨, 병조참판 윤구의 아버지이자 10대 임금 연산군의 외할아버지이다. 자와 호는 미상이고, 본관은 함안(咸安)이다. 중종반정 후 추탈된 시호 역시 미상이다.
세조 때의 권신 신숙주의 인척이고, 고려 때의 시중 윤관의 10대손이다.

## 생애
1439년 친시문과에 병과로 급제하고 집현전 등에서 근무했다. 관직은 봉상시판사 등을 지냈고, 고려사절요의 편찬에 참여하였다. 사후 의정부 영의정에 추증되고 함안부원군(咸安府院君)에 추봉되었다가 중종반정 이후 추탈되었다.

### 가계와 선조
출생년대는 미상으로, 윤기견은 윤응(尹應)과 안동 권씨의 4남 2녀 중 장남으로 태어났다. 그러나 생년은 미상이다. 아버지 윤응은 통훈대부(通訓大夫) 교하현감(交河縣監)을 지냈고 사후 증 의정부 영의정에 증직되었으며, 어머니 권씨는 선공감부정(繕工監副正)을 지낸 권소(權紹)의 딸이다. 생몰년은 실전되어 전하지 않는다.
윤기견의 선대는 본래 파평 윤씨(坡平 尹氏)로 윤신달과 윤관의 후손이었다. 파평윤씨의 시조인 윤신달의 7대손이며 윤관의 증손인 윤위(尹威)는 고려조에 남원백(南原伯)에 봉해진 뒤 남원 윤씨(南原尹氏)로 분가하였으며, 윤위의 손자 중 윤돈(尹敦)과 증손(윤돈의 아들) 윤희보(尹希輔)가 출세하여 함안백에 봉해지면서 윤돈의 후손들은 함안 윤씨 (咸安 尹氏)로 다시 분가했다.
윤희보의 아들 중 장남인 4세 윤희(尹禧)는 고려 말에 정순대부(正順大夫)와 좌산기상시(左散騎常侍), 보문각 대제학을 지내면서 집안을 일으켰으며 그가 윤기견의 증조할아버지이다. 윤희의 아들이며 윤기견의 할아버지인 윤득룡(尹得龍)은 조선조정에 처음 벼슬하여 자헌대부(資憲大夫)와 호조전서(戶曹典書)를 지냈다. 윤득룡에게는 3남 2녀 중 셋째 아들이 윤기견의 아버지 윤응(尹應)이다.

### 과거 급제와 관료 생활
1439년(세종 21) 생원으로 친시 문과에 병과로 급제하였다. 세종 말년에 그는 김종서, 윤회, 박팽년, 신숙주, 유성원, 이극감 등과 함께 고려사절요의 편찬에 참여하였다. 첫 부인은 양성이씨이고, 사후 신숙주의 사촌 누이 고령신씨와 재혼하였다. 후처 고령신씨의 딸이 성종의 계비 폐비 윤씨가 된다.
1450년(문종 즉위) 집현전부수찬, 사경을 지냈다. 1452년(문종 2년) 집현전 부교리로서 춘추관기주관, 겸 지제교 경연 부검토관(知製敎經筵副檢討官)을 겸하여 《세종실록》의 편찬에 참여하였다.
1453년(단종 즉위년) 계유정난에 참여한 공로로 사헌부 지평(司憲府持平)이 되었다. 1454년 초에는 단종에게 불당의 철거를 청하다가 성삼문 등과 함께 좌천되었다. 세조 즉위 후 지군사로 재직 중 1455년 12월 27일 좌익원종공신(原從功臣) 2등관에 녹선되었다. 1456년(세조 2) 예천군수로 부임하였다. 그 뒤 최종관직은 봉상시판사에 이르렀다.

### 사후
죽은 뒤 경기도 양주군 별비면 화접리(현재의 남양주시 별내면 화접리 산58-4) 산에 안장되었다. 1473년(성종 4) 그의 딸이 숙의(淑儀)로 책봉 되어 연산군 융을 낳았으며, 증 의정부 영의정이 증직되고 함안군(咸安君)에 추봉되었다. 1479년(성종 11) 딸 윤씨가 폐출되자 증직과 작위 역시 추탈되었다.
그 뒤 1494년 연산군이 즉위하자 다시 관직이 복구되고 함안부원군(咸安府院君)에 추봉되었다. 그러나 연산군이 폐출당한 뒤 그의 증직 벼슬과 작위, 시호 역시 모두 다시 추탈되었다. 그의 아들 윤구(尹遘)는 병조참판(兵曹參判)을 지냈다. 윤구의 손녀는 효령대군의 5대손인 왕족 이량과 결혼한다.

## 가족 관계
그의 후처 부부인 고령 신씨는 신숙주의 사촌 여동생이다. 중종 때의 왕족이자 권신인 이량은 그의 증손녀사위이다. 윤기무(尹起畝)로 기록되기도 한다.
함안 윤씨(咸安 尹氏)
- 할아버지 : 윤득룡(尹得龍)
- 할머니 : 미상
  - 아버지 : 윤응(尹應, 통훈대부 교하현감(交河縣監)
  - 어머니 : 안동 권씨(安東 權氏) 권소의 딸.
    - 누나 : 윤씨(尹氏)
    - 매부 : 최첨로(崔添老, 내시령(內侍令))
    - 부인 : 증 부부인 양성 이씨 (贈 府夫人 陽城 李氏), 이온(李蒕)의 딸
      - 장남 : 윤우(尹遇)
        - 손녀 : 윤씨(尹氏), 정진(鄭秦, 혹은 정주(鄭奏))에게 출가

      - 차남 : 윤해(尹邂)
      - 삼남 : 윤후(尹逅)

  - 장인 : 사간원 정언 정은공 신평(司諫院 正言 靜隱公 申枰, 1390∼1455)
  - 장모 : 장흥 마씨(長興馬氏) 마천목의 딸
    - 부인 : 증 부부인 고령 신씨 (贈 府夫人 高靈 申氏, ? - 1504)
      - 사남 : 병조참판 윤구(兵曹參判 尹遘, ? - 1513)
        - 손자 : 윤지임(尹之任)
        - 손자 : 윤지화(尹之和, 1476~1558)
        - 손자 : 윤지청(尹之淸)
          - 증손녀: 함안 윤씨( 이량의 처)

      - 장녀 : 폐비 윤씨(廢妃 尹氏, 1455~1482)
      - 사위 : 제9대 성종(成宗, 1457~1495, 재위 1469~1495)
        - 외손 : 제10대 연산군(燕山君, 1476~1506, 재위 1494~1506)
        - 사돈 : 덕종, 소혜왕후

## 같이 보기
- 성종
- 연산군
- 신숙주
- 폐비 윤씨
- 윤관
- 윤신달
- 마천목